# Boris Grouchine
Boris Andreëvitch Grouchine (en russe : Бори́с Андре́евич Гру́шин ; 2 août 1929 Moscou, † 18 septembre 2007,  Moscou) est un philosophe, sociologue, méthodologue des recherches sociologiques et historiques russe. Il est souvent considéré comme l’introducteur des sondages d’opinion en Union soviétique, trente ans avant sa chute en 1991. La romancière américaine Olga Grouchine est sa fille.

## La vie et l’activité scientifique
Grochine a terminé la Faculté de philosophie de l’université d'État de Moscou en 1952, son travail de la fin d’études concernait « Le problème logique et historique dans Le Capital de Marx ». En 1957, il a soutenu sa thèse sur Les Réceptions et les voies de reproduction des pensées du développement historique.
Au même temps en 1952 il a été un des fondateurs du «Cercle logique de Moscou » avec Alexandre Zinoviev et Merab Mamardashvili. Après, le Cercle a été renommé en « Cercle méthodologique de Moscou » .
En 1960, il a créé « l’Institut de l’opinion publique » au journal Komsomolskaïa Pravda, dans lequel des problèmes internes de l’Union soviétique étaient accentués et analysés à l’aide des sondages d’opinion pour la première fois.
En 1967 a reçu son doctorat en philosophie en Institut de philosophie de l’Académie des Sciences de l’Union soviétique, ayant soutenu la thèse de doctorat sur Des problèmes de méthodologie en étudiant l’opinion publique. Il a décidé de quitter le journal et de se vouer aux projets scientifiques différents.
Entre 1962 – 1965 et 1977 – 1981 Grouchine a été employé à la revue « Des problèmes mondiaux et le socialisme » à Prague. Dans les années 1967 – 1968 et 1982 – 1989, il a travaillé à la Faculté de journalisme de l’université d'État de Moscou.
Pendants deux ans de 1988 à 1990, il a été l’un des fondateurs et directeurs de VTsIOM, Centre pansoviétique d'étude de l'opinion publique.
En 1989, Grouchine a créé le Service des études de l’opinion publique « Vox Populi », premier centre des sondages d’opinion privé et indépendant dans le pays.
Grouchine donnait des cours dans diverses universités, tant en Russie, qu’aux États-Unis.
En 1993, il a été nommé membre du Conseil du président auprès du président Boris Eltsine.
En 2003, Grouchine a reçu le prix de « l’Union des journalistes russes » pour « la maîtrise en journalisme » dans son livre Quatre vies de la Russie
Boris Grouchine est mort le 18 septembre 2007 à Moscou. Il est enterré au cimetière Miousskoïe de Moscou.